# Chindongo saulosi
Pseudotropheus saulosi (псевдотрофеус саулозі) — вид риб родини цихлових. У природних умовах є ендеміком озера Ньяса (Малаві). Популярна акваріумна риба.

## Зовнішній вигляд
Має типовий для цихлід групи Мбуна витягнуту торпедоподібну форму тіла. Мають невеликі розміри — самці досягають 8,6 см завдовжки. Виражений статевий диморфізм — самці яскраво-блакитні з декількома поперечними темно-синіми смугами в передній частині тіла і більш блідими до хвоста, та вугільно-чорними поздовжніми смугами на спинному і анальному плавцях. Самці мають жовту пляму на анальному плавці. Самці-субдомінанти сіро-рожеві з блакитним полиском, з блідими сіро-блакитними смугами, плавці жовті. Самки жовто-помаранчевого відтінку, поперечні смуги з'являються під час збудження. Мальки та молоді особини забарвлені в помаранчево-жовті відтінки. Самці набувають помаранчево-фіолетового відтінки при довжині тіла 4 см.

## Умови існування в природі
Мешкають в африканському озері Ньяса у Великій рифтовій долині. Зустрічаються в прибережній скелястій зоні, вільній від осадових порід. Тримаються у верхній частині, де сильніша течія. Часто створюють великі групи, що нараховують більше 50 особин. Живляться водоростями, які споживають з поверхні скель та іншою їжею, яку збирають з поверхні. 

## Утримання в акваріумі
Для утримання необхідний просторий акваріум (бажано більше 200 літрів) зі стійкими рослинами. Необхідна велика кількість укриттів з каміння без гострих країв. Дно роблять з піску, самці в ньому копають ями, що досягають дна акваріума. Утримують невеликими групами або одного самця з декількома самками, оскільки ці риби полігамні. Самці територіальні та агресивні, нерідко бої між самцями призводять до загибелі одного з них.
Оптимальними умовами для утримання вважають:
- температура — 24-27°С,
- pH — 7,2-8,5,
- твердість — 8-25°.

Потрібна аерація, фільтрація та щотижнева заміна води до 30 % об'єму.
Статева зрілість настає в 9-12 місяців. Відкладають 10-15 ікринок. Як і інші види малавійських цихлід, самка виношує ікру в роті впродовж 2-3 тижнів, поки мальки не стануть самостійними. 
В умовах акваріумів годують рослинними, комбінованими і живими кормами, необхідна підгодівля спіруліною. Ці риби можуть споживати дрібних молюсків.

## Охорона
Належить до уразливих видів за критеріями МСОП. Головними загрозами є руйнування природного середовища існування та комерційний вилов риб. Включено до списку СІТЕС, тому торгівля рибами з природи заборонена.